# To Whom It May Concern...
To Whom It May Concern... è l'album d'esordio del gruppo hip hop statunitense Freestyle Fellowship, pubblicato il 5 ottobre 1991 e distribuito da Sun Music.
Le recensioni della critica sono entusiastiche: RapReviews assegna al disco il punteggio massimo, AllMusic lo vota con quattro stelle e mezzo su cinque, scrivendo che «il primo album dei Freestyle Fellowship è un potente assaggio del lato subculturale e coscienzioso dell'hip hop di Los Angeles, uno di quelli che in seguito sarebbe stato eclissato dal suono gangsta [di gente] come Dr. Dre, Snoop Dogg e tutti gli altri pretendenti che seguirono la loro scia», paragonandone il lavoro a quello di De La Soul, A Tribe Called Quest e The Pharcyde.
| Recensione                        | Giudizio |
| --------------------------------- | -------- |
| AllMusic                          | [ 1 ]    |
| RapReviews                        | [ 2 ]    |
| The New Rolling Stone Album Guide | [ 3 ]    |

## Tracce
Testi e musiche dei Freestyle Fellowship eccetto dove indicato.
1. We Are the Freestyle Fellowship – 1:36
2. My Fantasy – 3:53 (testo: Eddie Hayes – musica: Mathmattiks)
3. 7th Seal – 4:50 (testo: Michael Troy – musica: Mikah 9, J-Sum)
4. Let's Start Over – 1:14
5. Sunshine Men – 4:33 (testo: James Sumbi – musica: All in All)
6. Physical Form – 3:49 (testo: P.E.A.C.E. – musica: J-Sum)
7. 120 Seconds – 2:03 (testo: Hayes – musica: The Mighty O-Roc)
8. We Will Not Tolerate – 1:46
9. Dedications – 2:01
10. It's On – 0:16
11. Sike – 0:34
12. 5 O'Clock Follies – 5:56 (testo: Troy – musica: J-Sum)
13. Legal Alien – 3:45 (testo: Sumbi – musica: All in All)
14. Convolutions – 0:46
15. Jupiter's Journey – 4:18 (testo: Self Jupiter – musica: Mathmattiks)
16. For No Reason – 3:14 (testo: P.E.A.C.E. – musica: Mathmattiks)
17. Here I Am – 4:15 (testo: Hayes – musica: Mathmattiks)
18. The Future? – 1:32

Durata totale: 50:21